# 牛僧孺
牛 僧孺（ぎゅう そうじゅ、大暦14年（779年） - 大中2年12月29日（849年1月27日））は、中国・唐代の政治家。本貫は安定郡鶉觚県。隋の牛弘の末裔にあたる。

## 生涯
貞元21年（805年）の進士。戸部侍郎・同中書門下平章事に上った。李逢吉・李宗閔らと結んで李徳裕と争い、「牛李の党争」を引き起こした。
会昌3年（843年）、李徳裕の李党が権力を握ると、牛僧孺は循州員外長史に左遷された。会昌6年（846年）に宣宗が即位すると、李党は排斥され、大中元年（847年）に牛僧孺は朝廷に召還されて太子少師となった。その後、李徳裕は崖州司戸として配所で逝去し、牛李の党争は牛党の勝利に終わった。
また、牛僧孺は『玄怪録』の撰者とみなされている。